# L'Étrange Couleur des larmes de ton corps
L'Étrange Couleur des larmes de ton corps és una pel·lícula experimental giallo del 2013 escrita i dirigida per Hélène Cattet i Bruno Forzani. Protagonitzada per Klaus Tange com un home que busca el parador de la seva dona desapareguda, només per quedar embolicat en una complicada xarxa de mentides i assassinats.
La pel·lícula, una coproducció internacional entre Bèlgica, França i Luxemburg, es va estrenar al Festival Internacional de Cinema de Locarno a Suïssa el 12 d'agost de 2013. Es va estrenar a les sales el 12 de març de 2014 a Bèlgica, França i Luxemburg. Als Estats Units, Strand Releasing li va oferir una estrena limitada el 29 d'agost de 2014.

## Argument
Dan (Klaus Tange) és un home de negocis normal que ha tornat a casa per descobrir que la seva dona ha desaparegut. Decideix anar d'apartament en apartament per veure si la troba, però no aconsegueix trobar la seva dona. En Dan, però, es troba amb diverses persones que li expliquen les seves pròpies històries i secrets.

## Repartiment
- Klaus Tange com a Dan Kristensen
- Anna D'Annunzio com a Barbara
- Jean-Michel Vovk com l’inspector
- Sam Louwyck
- Ursula Bedena
- Joe Koener
- Birgit Yew
- Hans De Munter
- Manon Beuchot
- Romain Roll
- Lolita Oosterlynck

## Producció
La producció es va rodar durant 44 dies entre Brussel·les i Nancy. Algunes escenes es van rodar en un estudi a Luxemburg.

## Recepció
La recepció crítica de la pel·lícula va ser mixta. Al lloc web de l'agregador de ressenyes Rotten Tomatoes, la pel·lícula té una puntuació d'aprovació del 51% basada en 47 ressenyes, amb una puntuació mitjana de 5,7/10. El consens dels crítics del lloc web diu: "Esclatant d'estil visual, però amb una manca de narrativa perceptible, L'Étrange Couleur des larmes de ton corps només es recomana per als entusiastes del giallo." Metacritic, que utilitza una mitja ponderada, va assignar a la pel·lícula una puntuació de 53 sobre 100, basada en 17 ressenyes, indicant "crítiques mixtes o mitjanes". Va rebre quatre nominacions als 5ns Premis Magritte exclusivament en categories tècniques, guanyant el Millor Fotografia.